# In der Dämmerung
In der Dämmerung ist ein deutsches Stummfilmmelodram aus dem Jahr 1913 von und mit Paul Otto.

## Handlung
In der Dämmerung … dieser Titel besitzt doppelte Bedeutung: Denn in der Dämmerung geht ein Mann, der unter Somnambulismus leidet, schlafwandelnd auf Diebestour. Doch bezieht sich dieser Titel auch auf den Geisteszustand einer mentalen Dämmerung, in der sich der Filmheld dann befindet. Denn wenn er unter starkem Kopfschmerz mit anschließend aussetzender Gehirntätigkeit leidet, stellt er in diesem Zustand all diese Dinge an, die er normalerweise nicht tut. Am nächsten Tag hat er alles vergessen und kann sich selbst an die Langfingerei, die er im Haus eines Freundes begangen hat, nicht mehr erinnern.

## Produktionsnotizen
In der Dämmerung entstand im Duskes-Film-Atelier in Berlins Blücherstraße 12. Der dreiaktige Film mit einer Länge von 1030 Metern passierte im April 1913 die Filmzensur und wurde am 24. Mai 1913 uraufgeführt.

## Kritik
„Das Beiwerk und die Nebenhandlung ist dramatisch bewegt. Die Ausführung ist erstklassig und technisch vollendet. Die Darstellung, allen voran Herr Otto, als der Leidende, hervorragend.“